# Kauns
Kauns est une commune autrichienne du district de Landeck dans le Tyrol.